# 陳元 (東漢)
陳元（？—？），字長孫，蒼梧郡廣信縣（今廣東省封開縣）人，東漢經學家，有集一卷。著有《左氏同異》。傳授、推廣《費氏易》。

## 生平
建武初，陳元與桓譚、杜林、鄭興都被當時學者做為表率。當時有人提議打算立《左氏傳》博士，范升上奏認爲《左氏》膚淺，不應該立博士。陳元上疏反對范升的說法，漢光武帝下交給大臣們議論，范升又和陳元互相辯論了十幾次。最後漢光武帝決定立左氏博士，太常選任博士四人，陳元為第一。漢光武帝認爲陳元才剛和范升忿怒相爭，於是任用其次的司隸從事李封為左氏博士，諸位大儒因左氏博士的設立，議論紛紛，自公卿以下，好幾次都在朝廷上爭論。後來李封病死，左氏博士又再次廢止。
陳元以才高著名，升遷到司空李通府。建武七年（31年），大司農江馮上言，建議讓司隸校尉督察三公。陳元上疏反對司隸校尉督三公，陳元說：「臣聽說，將臣子當作老師的，是帝王；將臣子當作朋友的，是霸王，所以周武王以姜太公為師，齊桓公以管夷吾為仲父。孔子說過：『百官總己聽於冢宰。』漢高祖有優待相國之禮，漢文帝允許宰相申屠嘉傳訊鄧通，這叫做『假權』，王莽時期，漢室中衰，專操國柄，竊得天下，王莽常以自己為例，不信群臣。剝奪三公職責、損害宰相的威嚴，把揭發別人的隱私當作是正直之道。部屬控告長官，子弟違背父兄，網密法峻，大臣們都手足無措。王莽仍無法阻止董忠的反叛，王莽最終被殺害。所以人君患在自己驕傲，不患有驕臣；失在自任，不在任人。因此周文王有日昊吃飯之勞，周公有吐握之恭，他們勤於聽政，從沒有將臣下那樣加強防範。當前四方還不平靜，天下還尚未統一，百姓都在觀望陛下一舉一動。陛下應恢復周文王和周武王時的規章，繼承祖宗的遺德，勞心下士，屈節待賢，但不該讓官員背負監察公輔之名。」漢光武帝採納了陳元的建言。李通辭職後，陳元遷任到司徒歐陽歙府，幾次陳述當代事務、祭祀天地和祖先的禮節，但都沒被採納。歐陽歙後來因貪污被捕入獄，死在獄中，陳元上書追訴，言詞懇切，漢光武帝才賜歐陽歙棺木、給予三千匹財帛來協助辦理喪事。後來陳元因病請辭，在家中去世。

## 家庭

### 父
- 陳欽，西漢經學家、軍事家。[11]

### 子
- 陳堅卿，有文采。[12]

## 評價
- 王充：元、叔、天下極才，講論是非，有餘力矣。《論衡·案書篇》[13]
- 屈大均：「漢之時，吾粵文始於西，為陳欽、陳元父子。」、「然則文其以漢之陳元為始乎。其請立左氏一疏，大有功聖經。」、「此其繼往開來之功，誠吾粵人文之大宗，所宜俎豆之勿衰者也。」、「陳氏蓋三世為儒林之英也哉。」《廣東新語·卷十一》
- 徐松石：陳欽字子佚，治左氏春秋，王莽從他受學。他的兒子陳元字長孫，亦精左氏春秋，官至議郎。嶺南經學，實以二陳爲始。[14]
- 《隋書·卷三十二》評論：時陳元最明《左傳》。

## 延伸阅读
[在维基数据编辑]
 《後漢書·卷36》，出自范晔《後漢書》
 《東觀漢記》